# 全国大学国語国文学会
全国大学国語国文学会（ぜんこくだいがくこくごこくぶんがくかい、英語: The Association for the Study of Japanese Language and Literature）は、日本の学術研究団体の一つ。

## 概要
昭和31年（1956年）設立。日本学術会議協力学術研究団体である。会員数は約1000名。
「国語学、国文学、国語教育、日本の言語文化の教育・研究に関心を持ち、全国大学国語国文学会の趣旨に賛同される方は、どなたでも会員になることができます」とあるように、広く門戸を開いている。この点は、他の日本文学関連の学会がジャンルや時代を限定したものであるのに対して、本学会の独自の特徴と位置づけられている。

## 活動内容
- 大会の開催 - 夏季・冬季で年2回開催される。公開シンポジウム、研究発表、文学実地踏査などが行われる。
- 機関誌『文学・語学』の発行 - 年3回刊行。
- 学会賞の授与
- その他に必要と認められる事業

### 刊行物

#### 文学・語学
- 誌名（和文）：文学・語学
- 創刊年：1956
- 使用言語：日本語のみ
- 発行形態：印刷体、eジャーナル
- 著作権帰属先：著者
- クリエイティブコモンズ：定めていない
- 購読：有料

### 学会賞
- 全国大学国語国文学会賞[5] - 45歳までの研究者を対象とし、原則として著書の著者に対して贈られる。
- 文学・語学賞[5] - 機関誌『文学・語学』に掲載された若手会員の優れた論文に対して贈られる。
- 研究発表奨励賞